# Otto Van Heurne
Pour les articles homonymes, voir Heurne.
Otto Van Heurne, dit Othon Heurnius, né à Utrecht le 8 septembre 1577 et mort à Leyde le 14 juillet 1652, est un médecin, philosophe et théologien néerlandais, fils de Johan Van Heurne.

## Biographie
Il fait ses études à l'Université de Leyde et succède à son père comme professeur de médecine à Leyde. En 1617, il prend la suite de Pieter Pauw en tant que professeur d'anatomie. Parallèlement à son enseignement pratique de l'anatomie, il s'occupe d'une collection très variée de spécimens zoologiques et botaniques.
Il enseigne aussi la philosophie à Leyde et se spécialise comme historien de la philosophie en particulier sur la Grèce antique, basant ses idées sur le Corpus Hermeticum.

## Œuvres
- 1600 : Antiquitates philosophiae barbaricae, Leyde
- 1619 : Babylonica, Aegyptiaca, Indica, philosophiae primordia, Leyde